# Бакырган Китабы
«Бакырган Китабы» (чагат. باقرغان كتابي‎ — «Книга Бакыргана») — литературный памятник суфийской направленности XII века[уточнить], считающийся общим для всех тюркских народов. Представляет собой сборник избранных художественных произведений разных авторов — Сулеймана Бакыргани, Ахмеда Ясави, Насими, Кул-Шарифа и других тюрко-татарских поэтов.

## Состав
«Книга Бакыргана» состоит из пяти частей:
1. эмоциональные поэмы;
2. дидактическо-философские поэмы-хикметы;
3. поэмы, направленные на восхваление Аллаха («Мегражнаме»);
4. произведение С. Бакыргани «Ахыр заман китаби» («Книга о кончине мира»);
5. произведение С. Бакыргани «Биби Мариям» («Восхваление во имя Мариям»).

## Содержание
Главная идея «Книги Бакыргана» — призвать читателя к гуманности, богобоязненности, духовной чистоте. По словам Бакыргани, для того, чтобы каждый из людей мог достигнуть наивысшую стадию духовности, он должен полностью познать Аллаха (Хак’а, абсолютный дух). Для достижения этой высокой цели, сначала, человек должен беспрепятственно пройти через четыре ступени. Это: шари’ат (сборник исламских законов и обычаев), тарикат (идея суфийского течения, цель для достижения), ма’рифат (познание условий-наставлений мусульманства) и хакикат (Приблизиться к Хак’у). Каждый из этих этапов духовности являются ступенями и следуют поочередно. Вместе с тем, каждая из этих четырех ступеней состоит из десяти макамов (заключений). Лишь полностью познавший и освоивший сорок макамов четырех ступеней получит возможность лицезреть лик Аллаха (Акиката). В поэмах из «Книги Бакыргана» придаются значения основным законам и условиям суфийской идеи, а также, роли человека в обществе с гуманистической точки зрения. «Книга Бакыргана» призывает не отрекаться от жизненных радостей, познать радость любви, освоить науку и искусство, подаренных Аллахом. Повествуется, что возлюбив человека возможно любить Всевышнего. В части «Биби Мариям» из «Книги Бакыргана» охвачены поэмы о пророках, святых, о сотворении мира, которые изложены с точки зрения суфийской дидактики. Здесь идет повествование о рассказах пророка Исы с матерью Мариям о жизни и смерти, о добре и зле, о благом и плохом.

## История публикаций
Первое издание книги вышло в 1846 году. Затем она переизедавалась на староказахском языке в 1860, 1897, 1900, 1901, 1906, 1908 годах. В 1897 году четвёртая часть книги, «Ахыр заман китаби», была переведена на русский язык протоиереем Евфимием Маловым. Пятая часть сборника, «Хазрат Мариам китаби», переведена на русский двумя годами ранее и опубликована протоиереем Стефаном Матвеевым в «Известиях Общества археологии, истории и этнографии при Императорском Казанском университете».

### Издания сборника
- Бакырган китаби. — Казань: Типо-лит. Наследников М. А. Чирковой, 1907. — 80 с.
- Матвеев С. М. Мухаммеданский рассказ о Св. Деве Марии // Известия Общества археологии, истории и этнографии при Императорском Казанском университете : журнал. — Казань: Типо-лит. Имп. Университета, 1895. — Т. XIII, вып. 1. — С. 19—34.
- Мухаммеданское учение о кончине мира = Ахыр заман китаби / Пер. Е. А. Малова. — Казань: Типо-Лит. Имп. Ун-та, 1897. — 96, IV с.